# Wolfgang Jansen (Theaterwissenschaftler)

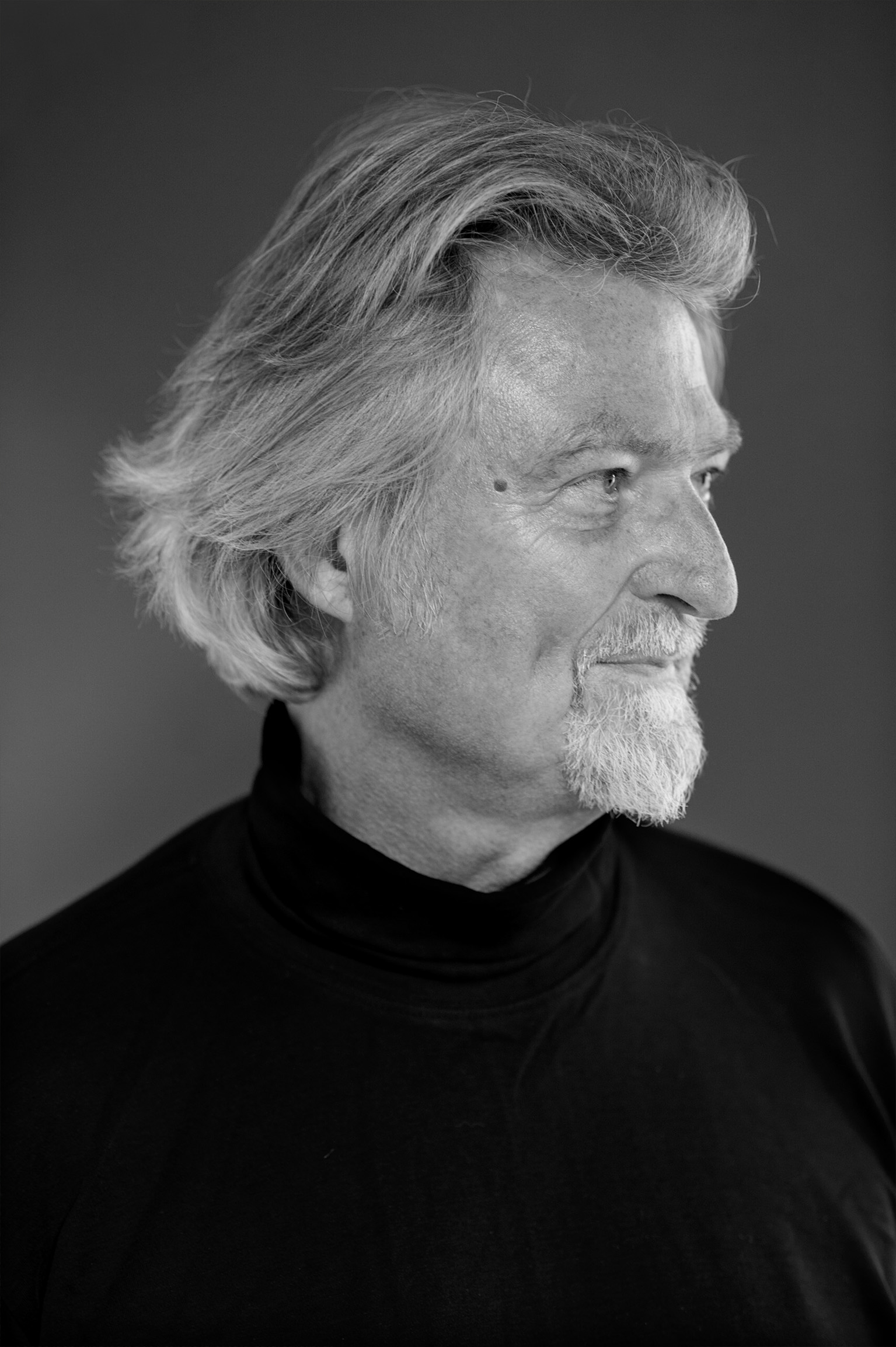
Wolfgang Jansen 2014

Wolfgang Jansen (* 1951 in Hamburg) ist ein Theaterwissenschaftler, Autor und Kulturmanager.

## Leben und Wirken
Jansen studierte an der Freien Universität Berlin Theaterwissenschaft und Germanistik und promovierte 1990 mit einer Arbeit über die Entwicklungsgeschichte des Varietétheaters.
Als Theaterwissenschaftler lehrte Jansen an der Freien Universität Berlin in den Jahren von 1986 bis 1991, an der Heinrich-Heine-Universität Düsseldorf von 1999 bis 2001, an der Folkwang Universität der Künste in Essen von 2001 bis 2011 und von 2008 bis 2022 an der Universität der Künste Berlin. Seine theaterhistorischen Forschungen wurden unterstützt vom Land Berlin und dem Land Brandenburg. Gastseminare zum Thema Kultur- und Eventmanagement führten ihn an die Hochschule für Musik und Theater Hamburg, das Institut für Kulturpolitik der Universität Hildesheim, an die Hochschule für Wirtschaft und Politik Hamburg sowie an die Fernuniversität Hagen. Wissenschaftliche Vorträge hielt er im In- und Ausland. Schwerpunkt seiner Forschung und Lehre sind das populäre Musiktheater im 19. und 20. Jahrhundert und die Theatergeschichte im Land Brandenburg.
Als Autor publiziert Jansen seit 1986 regelmäßig. Er gilt als Spezialist für alle Formen des populären Musiktheaters auf deutschsprachigen Bühnen. Seit 1987 schreibt er darüber hinaus Rezensionen zu ausgewählten Theaterinszenierungen und Fachpublikationen. Von 1992 bis 1997 war er fester Theaterkritiker für den Ostdeutschen Rundfunk Brandenburg. Zudem begründete er nach 1991 in seiner Eigenschaft als Vorsitzender der GUBK (Gesellschaft für unterhaltende Bühnenkunst) eine Schriftenreihe, in der er bis zu seinem Ausscheiden 2003 neun Publikationen lektorierte und herausgab. Seit 2010 publiziert er zur Theatergeschichte im Land Brandenburg. 
2015 regte Jansen beim Zentrum für Populäre Kultur und Musik der Universität Freiburg die Einrichtung eines Online-Musicallexikons mit Angaben zu allen Ur- und Erstaufführungen im deutschsprachigen Theater an. Nach fünfjähriger Vorbereitungszeit ging das Vorhaben im Frühjahr 2020 an den Start: www.musicallexikon.eu
Im selben Jahr veröffentlichte der Waxmann Verlag  den ersten Band seiner auf sieben Bände konzipierten "Gesammelten Schriften", der unter dem Titel "Musicals, Geschichte und Interpretation" verstreute Aufsätze zum Musical aus rund drei Jahrzehnten enthält.
Als Kulturmanager verbindet Jansen Wissenschaft und Praxis. Studienbegleitend absolvierte er von 1981 bis 1985 eine Ausbildung als Schauspieler und gehörte zum Ensemble der Theatermanufaktur am Halleschen Ufer Berlin. Gastspiele führten ihn in die USA und Sowjetunion. Von 1987 bis 1991 war er Assistent des Galeristen Jule Hammer, Leiter des Hauses am Lützowplatz. 1991 gründete Jansen die gemeinnützige Gesellschaft für unterhaltende Bühnenkunst e.V., die er zwölf Jahre leitete und zu einem wichtigen Netzwerk von Spielstätten, Unternehmen und Künstlern des populären Theaters entwickelte (Musical-Kongress). Von 1997 bis 2001 arbeitete er im Leitungsteam des Düsseldorfer Capitol-Theaters, zuständig für Projektentwicklung und Public Relations (u. a. Repräsentant des Theaters in politischen und kulturellen Gremien der Stadt Düsseldorf, Konzeptionierung und Aufbau einer Theaterschule als Public-Privat-Partnership-Projekt, Konzeptionierung und Durchführung der Vortragsreihe „Düsseldorfer Reden zu Kultur & Wirtschaft“ mit ausgesuchten Vertretern aus Kultur, Wirtschaft und Politik, Akquisition und Durchführung von Sonderveranstaltungen sowie Organisation einer Theaterpreisverleihung zusammen mit der Messe Düsseldorf 1998). 1999 initiierte er die Gründung der „Varieté Konferenz“, des Zusammenschlusses aller Varietétheater in Deutschland, aus dem 2003 der Verband Deutscher Varieté Theater (VDVT) hervorging und den Jansen seit der Gründung bis 2013 als Präsident leitete. Danach fungierte er im Präsidium als Schriftführer. Nach der Niederlegung seiner Aufgaben 2023 ernannten ihn die deutschen Varietétheater zum Ehrenmitglied. Von 2001 bis 2003 war er Projektmanager für die Projekt Ruhr GmbH, eine landeseigene Gesellschaft Nordrhein-Westfalens zur Wirtschaftsförderung und Beschleunigung des Strukturwandels im Ruhrgebiet, zuständig für den Bereich Kultur- und Freizeitkonzepte, speziell zur Realisierung des ehemaligen EXPO-Themenparks „Planet of Visions“ in der Stadt Bochum (u. a. allgemeines Projektmanagement, Vertretung der Geschäftsführung, Prüfung und Begutachtung der Konzepte und Betriebsmodelle, Koordination zwischen Wirtschaft, Stadt- und Landespolitik sowie Investorensuche und -betreuung). Jansen organisierte und betreute Straßenfeste, Ausstellungen, Podiumsdiskussionen, Symposien, Kongresse, Workshops, Premieren, Theaterproduktionen, Galas und Events. Von 2003 bis 2009 war er Inhaber der „Gastspieldirektion Wolfgang Jansen“, mit der er ausgewählte Musiktheaterproduktionen auf Tournee schickte. Von 2008 bis 2021 betrieb er eine Künstleragentur für Musicaldarsteller. 2010 initiierte er die Gründung des Deutschen Musicalarchivs als eigenständige Sammlungs- und Forschungseinheit im Zentrum für Populäre Kultur und Musik in Freiburg i.Br., das 2014 in die Albert-Ludwigs-Universität Freiburg integriert wurde. 2011 gründete Jansen darüber hinaus einen Freundeskreis des Musicalarchivs, dessen Vorsitzender er zehn Jahre war. In dieser Eigenschaft veranstaltete er jährliche Meetings mit Referenten aus der Wissenschaft und Praxis. Nach seinem Ausscheiden aus dem Vorstand 2021 ernannten ihn die Mitglieder zum Ehrenvorsitzenden. 2014 organisierte er als Projektleiter im Auftrag der Uckermärkischen Bühnen Schwedt/Oder in Brandenburg das Europäische Musicalschulfestival. 2023 wählte ihn die Gesellschaft für Theatergeschichte zum Ersten Vorsitzenden.  
Jansen ist Träger der Ehrenmedaille der Albert-Ludwigs-Universität Freiburg. 

## Schriften
- Glanzrevuen der zwanziger Jahre (= Stätten der Geschichte Berlins. Band 25). Hentrich, Berlin 1987, ISBN 3-926175-34-6.
- Das Varieté, Die glanzvolle Geschichte einer unterhaltenden Kunst (= Beiträge zu Theater, Film und Fernsehen aus dem Institut für Theaterwissenschaft der Freien Universität Berlin. Band 5). Hentrich, Berlin 1990, ISBN 3-926175-85-0.
- Varieté Heute, Das Handbuch (= Kleine Schriften der Gesellschaft für unterhaltende Bühnenkunst. Band 2). Henschel, Berlin 1993, ISBN 3-89487-190-3.
- (Hrsg.): Über das Lachen, Aufsätze (= Kleine Schriften der Gesellschaft für unterhaltende Bühnenkunst. Band 7). Weidler, Berlin 2001, ISBN 3-89693-169-5.
- Musicals in der Produktion, Zur Realisierungspraxis als Konstituens des Werkes. In: Armin Geraths, Christian Martin Schmidt (Hrsg.): Musical: Das unterhaltende Genre (= Handbuch der Musik im 20. Jahrhundert. Band 6). Laaber, Laaber 2002, ISBN 3-89007-426-X.
- Das Musical kommt nach Deutschland, Zur Rezeption des populären amerikanischen Musiktheaters im deutschsprachigen Feuilleton der fünfziger Jahre. In: Christiane Schlote, Peter Zenzinger (Hrsg.): New Beginnings in Twentieth-Century Theatre and Drama, Essays in Honour of Armin Geraths (= CDE Studies. Band 10). Wissenschaftlicher Verlag, Trier 2003, ISBN 3-88476-639-2.
- Auf der Suche nach Zukunft, Zur Situation der Operette in den ausgehenden Zwanziger Jahren. In: Nils Grosch (Hrsg.): Aspekte des modernen Musiktheaters in der Weimarer Republik. Waxmann, Münster, New York, München, Berlin 2004, ISBN 3-8309-1427-X.
- Cats & Co., Geschichte des Musicals im deutschsprachigen Theater. Henschel, Berlin 2008, ISBN 978-3-89487-584-8.
- Komödianten, Gaukler, Kirchenspiele: Zu den mittelalterlichen Anfängen des Theaters in der Mark Brandenburg. In: Clemens Bergstedt, Peter Knüvener u. a. (Hrsg.): Im Dialog mit Raubrittern und schönen Madonnen, Die Mark Brandenburg im späten Mittelalter. Lukas, Berlin 2011, ISBN 978-3-86732-118-1.
- Krieg! Es ist Krieg!, Das Königliche Schauspielhaus in Potsdam während des Ersten Weltkriegs. In: Jahrbuch für brandenburgische Landesgeschichte, Herausgegeben von der Landesgeschichtlichen Vereinigung für die Mark Brandenburg. Band 63. Berlin 2012, ISSN 0447-2683.
- mit Gregor Herzfeld: Bernstein: West Side Story. Seemann Henschel, Leipzig 2015, ISBN 978-3-89487-906-8.
- Willi Kollo, Autor und Komponist für Operette, Revue, Kabarett, Film und Fernsehen, 1904-1988. Populäre Kultur und Musik, Band 28, Münster u. a.: 2020, Print-ISBN 978-3-8309-3995-5, E-Book-ISBN 978-3-8309-8995-0.